# Rue du Faubourg-Saint-Martin
Rue du Faubourg-Saint-Martin (tj. ulice Předměstí svatého Martina) je ulice v Paříži. Nachází se v 10. obvodu.

## Poloha
Ulice vede od Porte Saint-Martin na křižovatce s Boulevardem Saint-Denis a Rue René-Boulanger a končí u Boulevardu de la Villette a na Place de la Bataille-de-Stalingrad poblíž Rotonde de la Villette. Ulice je orientována z jihu na sever. Směrem na sever pokračuje Avenue de Flandre a na jihu na ni navazuje Rue Saint-Martin.

## Původ názvu
Za městskými hradbami vzniklo předměstí svatého Martina (Faubourg-Saint-Martin), kterým procházela cesta z Paříže směrem na sever kolem kláštera Saint-Martin-des-Champs, které dalo jméno osídlení i ulici včetně Rue Saint-Martin.

## Historie
Trasa této ulice byla vyznačena již římskou silnicí, která začínala v Lutetii a procházela severním směrem po současných ulicích Rue du Château-Landon, Rue Philippe-de-Girard, Rue de la Chapelle až do Saint-Denis. Ke křižovatce s bulvárem Saint-Denis a Rue du Château-d'Eau se nazývala Rue du Faubourg Saint-Martin a dále měla název Rue du Faubourg Saint-Laurent. Obě části byly spojeny v jednu ulici během Francouzské revoluce pod dočasným názvem Rue du Faubourg-du-Nord.

## Významné stavby
- Ulice vychází od Porte Saint-Martin
- dům č. 11: kavárna Le Batifol byla v 50. letech oblíbeným místem umělců a zpěváků. V domě zemřel v roce 1952 francouzský skladatel Vincent Scotto. Služební vstup do divadla Comédia je chráněn jako historická památka.
- č. 48: V divadle Le Splendid vystupovali např. Mistinguett nebo Maurice Chevalier.
- dům č. 65: na jeho místě stála v letech 1722–1787 budova k vybírání akcízu zvaná Fausse-Porte Saint Martin, kudy protékal potok Ménilmontant.
- dům č. 67: v roce 1784 zde byl založen první obchodní dům v Paříži Au Tapis Rouge. V roce 1870 sice vyhořel během bojů v závěru Pařížské komuny, ale následujícího roku byl opět otevřen. Dům od roku 1985 slouží jako kongresové centrum.
- dům č. 72: radnice 10. obvodu umístěná v prostoru bývalých kasáren Saint-Martin královského četnictva.
- domy č. 85-87: bývalý obchod s nábytkem Lévitan. Za okupace Paříže byl dům zabaven německou správou, neboť jako majitel Wolf Lévitan byl žid. V létě 1943 se objekt stal pařížským pobočným táborem internačního tábora Drancy (Lager Lévitan). Budova sloužila jako sklad, kde se třídil movitý majetek, který nacisté systematicky zabavovali židům během deportací.
- č. 119: kostel svatého Vavřince
- domy č. 146-154: klášter rekoletů
- domy č. 129-175: Gare de l'Est
- dům č. 234: bývalá továrna na korzety Claverie založená roku 1860. Obchod ve stylu art deco je od roku 2011 chráněn jako historická památka.
- dům č. 247: bývalá továrna na čokoládu, od roku 2003 sídlo politické strany Europe Écologie – Les Verts.